# Kriengsak Kovithavanij
Francis Xavier Kriengsak Kovithavanij (Bang Rak, 27 juni 1949) is een Thais geestelijke en een kardinaal van de Rooms-Katholieke Kerk.
Kovithavanij werd op 11 juli 1976 tot priester gewijd. Op 7 maart 2007 werd hij benoemd tot bisschop van Nakhon Sawan; zijn bisschopswijding vond plaats op 2 juni 2007. Op 14 mei 2009 volgde zijn benoeming tot aartsbisschop van Bangkok.
Kovithavanij werd tijdens het consistorie van 14 februari 2015 kardinaal gecreëerd. Hij kreeg de rang van kardinaal-priester. Zijn titelkerk werd de Santa Maria Addolorata.
Kovithavanij ging op 27 juni 2024 met emeritaat.